# Skywalker Sound
Skywalker Sound er et amerikansk firma, der beskæftiger sig med lydeffekter til film; det ejes af Disney.
| Firma | Spire Denne artikel om et firma eller en virksomhed i USA er en spire som bør udbygges. Du er velkommen til at hjælpe Wikipedia ved at udvide den. |